# Liste der Kulturdenkmale in Knittlingen
In der Liste der Kulturdenkmale in Knittlingen sind Bau- und Kunstdenkmale der Stadt Knittlingen verzeichnet, die im „Verzeichnis der unbeweglichen Bau- und Kunstdenkmale und der zu prüfenden Objekte“ des Landesamts für Denkmalpflege Baden-Württemberg verzeichnet sind. Dieses Verzeichnis ist nicht öffentlich und kann nur bei „berechtigtem Interesse“ eingesehen werden. Die folgende Liste ist daher nicht vollständig und beruht auf anderweitig veröffentlichten Angaben. Darüber hinaus werden Gebäude aufgeführt, die in der 2012/2013 erstellten historischen Ortsanalyse als „erhaltenswert“ eingestuft sind.

## Freudenstein
| Bild | Bezeichnung | Lage                                         | Datierung | Beschreibung             | ID |
| ---- | ----------- | -------------------------------------------- | --------- | ------------------------ | -- |
|      | Schulhaus   | Freudenstein, Diefenbacher Straße 42 (Karte) |           | Geschützt nach § 2 DSchG | BW |

## Hohenklingen
| Bild | Bezeichnung     | Lage                                        | Datierung | Beschreibung             | ID |
| ---- | --------------- | ------------------------------------------- | --------- | ------------------------ | -- |
|      | Altes Schulhaus | Hohenklingen, Maulbronner Steige 13 (Karte) |           | Geschützt nach § 2 DSchG | BW |

## Knittlingen

### Altstadt Knittlingen
| Bild           | Bezeichnung                                                                                  | Lage                                            | Datierung                           | Beschreibung                                      | ID |
| -------------- | -------------------------------------------------------------------------------------------- | ----------------------------------------------- | ----------------------------------- | ------------------------------------------------- | -- |
|                | Streckgehöft mit Scheune Badgasse 1,3 Seestraße 3/2                                          | Knittlingen, Badgasse 1,3 Seestraße 3/2 (Karte) | 17...4                              | Geschützt nach § 2 DSchG                          | BW |
|                | Wohnhaus Badgasse 2                                                                          | Knittlingen, Badgasse 2                         | 19. Jahrhundert                     | Erhaltenswertes Gebäude                           |    |
|                | Hofanlage Badgasse 6                                                                         | Knittlingen, Badgasse 6 (Karte)                 | 19. Jahrhundert                     | Erhaltenswertes Gebäude                           | BW |
|                | Hofanlage, heute Wohnhaus Bollwerk 2, 2/1                                                    | Knittlingen, Bollwerk 2, 2/1 (Karte)            | 1. Viertel 19. Jahrhundert.         | Erhaltenswertes Gebäude                           | BW |
|                | Stallscheune Bollwerk 8                                                                      | Knittlingen, Bollwerk 8 (Karte)                 | 1. Hälfte 19. Jahrhundert.          | Erhaltenswertes Gebäude                           | BW |
|                | Hofanlage mit Schuppen und Scheunen Brunnenstraße 1                                          | Knittlingen, Brunnenstraße 1 (Karte)            | spätes 19. Jahrhundert              | Erhaltenswertes Gebäude                           | BW |
|                | Wohnhaus Brunnenstraße 6                                                                     | Knittlingen, Brunnenstraße 6 (Karte)            | 1. Hälfte 18. Jahrhundert           | Erhaltenswertes Gebäude                           | BW |
|                | Stallscheune Brunnenstraße 9/1                                                               | Knittlingen, Brunnenstraße 9/1 (Karte)          | um 1800                             | Erhaltenswertes Gebäude                           | BW |
|                | Wohnhaus Fauststraße 1                                                                       | Knittlingen, Fauststraße 1 (Karte)              | 19. Jahrhundert                     | Erhaltenswertes Gebäude                           | BW |
|                | Wohnhaus Fauststraße 4                                                                       | Knittlingen, Fauststraße 4 (Karte)              | 19. Jahrhundert                     | Erhaltenswertes Gebäude                           | BW |
|                | Wohnhaus Fauststraße 6                                                                       | Knittlingen, Fauststraße 6 (Karte)              | 1. Hälfte 19. Jahrhundert           | Geschützt nach § 2 DSchG                          | BW |
|                | Wohnhaus mit Keller Fauststraße 13                                                           | Knittlingen, Fauststraße 13 (Karte)             |                                     | Geschützt nach § 2 DSchG                          | BW |
|                | Hofanlage, heute Wohnhaus Fauststraße 15                                                     | Knittlingen, Fauststraße 15 (Karte)             |                                     | historisches Gebäude                              | BW |
|                | Kelleranlage Fauststraße 17                                                                  | Knittlingen, Fauststraße 17 (Karte)             |                                     | Geschützt nach § 2 DSchG                          | BW |
|                | Hofanlage Fauststraße 19                                                                     | Knittlingen, Fauststraße 19 (Karte)             |                                     | erhaltenswerte Hofanlage                          | BW |
|                | Altes Pfarrhaus                                                                              | Knittlingen, Fauststraße 21 (Karte)             | 1632                                | Geschützt nach § 2 DSchG                          | BW |
|                | Wohnhaus Fauststraße 23                                                                      | Knittlingen, Fauststraße 23 (Karte)             | 18. Jahrhundert                     | Geschützt nach § 2 DSchG                          | BW |
|                | Keller Fauststraße 25                                                                        | Knittlingen, Fauststraße 25 (Karte)             | 1711                                | historischer Keller                               | BW |
|                | Keller Fauststraße 27                                                                        | Knittlingen, Fauststraße 27 (Karte)             | frühes 18. Jahrhundert              | historischer Keller                               | BW |
|                | Handwerkerhaus Gaisbergstraße 2                                                              | Knittlingen, Gaisbergstraße 2 (Karte)           | 1. Hälfte 19. Jahrhundert           | Geschützt nach § 2 DSchG                          | BW |
|                | Wohnhaus Gaisbergstraße 6                                                                    | Knittlingen, Gaisbergstraße 6 (Karte)           | 2. Hälfte 18. Jahrhundert           | Erhaltenswertes Gebäude                           | BW |
|                | Wohnhaus Grabenstraße 3                                                                      | Knittlingen, Grabenstraße 3 (Karte)             | 19. Jahrhundert                     | Erhaltenswertes Gebäude                           | BW |
|                | Einhaus Grabenstraße 8                                                                       | Knittlingen, Grabenstraße 8 (Karte)             | 2. Hälfte 19. Jahrhundert           | erhaltenswertes Gebäude                           | BW |
|                | Wohnhaus Grabenstraße 23                                                                     | Knittlingen, Grabenstraße 23 (Karte)            | 19. Jahrhundert                     | erhaltenswertes Gebäude                           | BW |
|                | Hofanlage Grabenstraße 40                                                                    | Knittlingen, Grabenstraße 40 (Karte)            | um 1800                             | Geschützt nach § 2 DSchG                          | BW |
|                | Wohnhaus, ehemals Ökonomiebau Kalkhofenstraße 3                                              | Knittlingen, Kalkhofenstraße 3                  |                                     | erhaltenswertes Gebäude                           |    |
| Weitere Bilder | Evangelische Pfarrkirche St. Leonard                                                         | Knittlingen, Kirchplatz 1 (Karte)               | 13. Jahrhundert                     | Geschützt nach § 28 DSchG                         |    |
| Weitere Bilder | Ehemaliges Rathaus, seit 1980 Faustmuseum                                                    | Knittlingen, Kirchplatz 2 (Karte)               | 1692                                | Geschützt nach § 2 DSchG                          |    |
|                | Wohnhaus Kirchplatz 3                                                                        | Knittlingen, Kirchplatz 3 (Karte)               | 2. Hälfte 18. Jahrhundert           | Geschützt nach § 2 DSchG                          | BW |
|                | Hofanlage Kirchplatz 5                                                                       | Knittlingen, Kirchplatz 5 (Karte)               | 18. Jahrhundert                     | Erhaltenswertes Gebäude                           | BW |
|                | Wohnhaus Kirchplatz 6                                                                        | Knittlingen, Kirchplatz 6 (Karte)               | 1. Hälfte 19. Jahrhundert           | Erhaltenswertes Gebäude                           | BW |
|                | Fachwerkscheune Kirchplatz 6/1                                                               | Knittlingen, Kirchplatz 6/1 (Karte)             | 18. Jahrhundert                     | Geschützt nach § 2 DSchG                          | BW |
|                | Scheune Kirchplatz 8                                                                         | Knittlingen, Kirchplatz 8 (Karte)               | 18. Jahrhundert                     | Geschützt nach § 2 DSchG                          | BW |
|                | Ehemalige Lateinschule, seit Ende 2002 Faustarchiv                                           | Knittlingen, Kirchplatz 9 (Karte)               | 18. Jahrhundert                     | Geschützt nach § 2 DSchG                          |    |
|                | Faust-Geburtshaus                                                                            | Knittlingen, Kirchplatz 10 (Karte)              | 18. Jahrhundert                     | Geschützt nach § 2 DSchG                          | BW |
|                | Fachwerkwohnhaus Kirchplatz 10/2                                                             | Knittlingen, Kirchplatz 10/2 (Karte)            | 2. Hälfte des 19. Jahrhunderts      | Erhaltenswertes Gebäude                           | BW |
|                | Wohnstallhaus Kirchplatz 11                                                                  | Knittlingen, Kirchplatz 11 (Karte)              | 1. Hälfte 18. Jahrhundert           | Geschützt nach § 2 DSchG                          | BW |
|                | Schulhaus                                                                                    | Knittlingen, Kirchplatz 12 (Karte)              | nach 1945                           | Erhaltenswertes Gebäude                           | BW |
|                | Hofanlage Lindenstraße 1                                                                     | Knittlingen, Lindenstraße 1 (Karte)             | 1937                                | Erhaltenswerte Hofanlage Geschützt nach § 2 DSchG | BW |
|                | Hofanlage Lindenstraße 3                                                                     | Knittlingen, Lindenstraße 3 (Karte)             | nach 1820                           | Erhaltenswerte Hofanlage Geschützt nach § 2 DSchG | BW |
|                | Ehemaliges Gehöft Lindenstraße 5                                                             | Knittlingen, Lindenstraße 5 (Karte)             | 1758                                | Geschützt nach § 2 DSchG                          | BW |
|                | Wohnstallhaus Marktstraße 2                                                                  | Knittlingen, Marktstraße 2 (Karte)              | 18. Jahrhundert                     | Geschützt nach § 2 DSchG                          | BW |
|                | Wohnhaus Marktstraße 3                                                                       | Knittlingen, Marktstraße 3 (Karte)              | 18. Jahrhundert                     | erhaltenswertes Gebäude                           | BW |
|                | Wohnhaus mit Werkstatt Marktstraße 4                                                         | Knittlingen, Marktstraße 4 (Karte)              | 18. Jahrhundert                     | Geschützt nach § 2 DSchG                          | BW |
|                | Wohnhaus mit Keller Marktstraße 6, 6/1, 6/2                                                  | Knittlingen, Marktstraße 6, 6/1, 6/2 (Karte)    | 17. Jahrhundert                     | Geschützt nach § 2 DSchG                          | BW |
|                | Große Kelter Marktstraße 7                                                                   | Knittlingen, Marktstraße 7 (Karte)              | 1772                                | Geschützt nach § 2 DSchG                          | BW |
|                | Wohnhaus Marktstraße 8                                                                       | Knittlingen, Marktstraße 8 (Karte)              | 2. Hälfte des 17. Jahrhunderts      | Geschützt nach § 2 DSchG                          | BW |
|                | Ehem. Amtshaus und Wohnhaus des Klosterpflegers, ehem. Dekanatsgebäude, heute Stadtpfarrhaus | Knittlingen, Marktstraße 9 (Karte)              | 1662                                | Geschützt nach § 2 DSchG                          | BW |
|                | Wohnhaus Marktstraße 10                                                                      | Knittlingen, Marktstraße 10 (Karte)             | 1. Hälfte 18. Jahrhundert           | Geschützt nach § 2 DSchG                          | BW |
|                | Wohnhaus Marktstraße 11                                                                      | Knittlingen, Marktstraße 11 (Karte)             | um 1800                             | Geschützt nach § 2 DSchG                          |    |
|                | Wohnhaus Marktstraße 12                                                                      | Knittlingen, Marktstraße 12 (Karte)             | 1. Hälfte 18. Jahrhundert           | Erhaltenswertes Gebäude                           | BW |
|                | Wirtshausausleger Marktstraße 13                                                             | Knittlingen, Marktstraße 13 (Karte)             | 1. Hälfte des 19. Jahrhunderts      | erhaltenswerter Wirtshausausleger                 | BW |
|                | Wohnhaus Marktstraße 14, heute mit Laden                                                     | Knittlingen, Marktstraße 14 (Karte)             | 2. Hälfte 18. Jahrhundert           | erhaltenswertes Gebäude                           | BW |
|                | Wohnhaus Marktstraße 22                                                                      | Knittlingen, Marktstraße 22 (Karte)             | 19. Jahrhundert                     | Geschützt nach § 2 DSchG                          | BW |
|                | Wohnhaus mit Werkstatt Marktstraße 24                                                        | Knittlingen, Marktstraße 24 (Karte)             | 18. Jahrhundert                     | Erhaltenswertes Gebäude                           | BW |
|                | Wohnhaus Marktstraße 26                                                                      | Knittlingen, Marktstraße 26 (Karte)             | 2. Hälfte 17. Jahrhundert           | Geschützt nach § 2 DSchG                          |    |
|                | Wohnhaus Marktstraße 28                                                                      | Knittlingen, Marktstraße 28 (Karte)             | 1680                                | Erhaltenswertes Gebäude                           | BW |
|                | Gehöft Marktstraße 30                                                                        | Knittlingen, Marktstraße 30 (Karte)             | spätes 17./ Anfang 18. Jahrhundert. | Geschützt nach § 2 DSchG                          | BW |
|                | Wohn- und Geschäftshaus Marktstraße 32                                                       | Knittlingen, Marktstraße 32 (Karte)             | 18. Jahrhundert                     | Geschützt nach § 2 DSchG                          | BW |
|                | Wohnhaus Marktstraße 34                                                                      | Knittlingen, Marktstraße 34 (Karte)             | 2. Hälfte 19. Jahrhundert           | Kulturdenkmal - Prüffall                          | BW |
|                | Großes Gehöft Marktstraße 36/1,2,3,5                                                         | Knittlingen, Marktstraße 36/1,2,3,5 (Karte)     | 1770                                | Geschützt nach § 2 DSchG                          | BW |
|                | Wohnhaus Marktstraße 42                                                                      | Knittlingen, Marktstraße 42 (Karte)             | 18. Jahrhundert                     | Geschützt nach § 2 DSchG                          | BW |
|                | Pfleghof des Klosters Maulbronn mit erhaltenen Mauerflächen und Freiflächen                  | Knittlingen, Pfleghof                           |                                     | Geschützt nach § 2 DSchG                          |    |
|                | Steinhaus                                                                                    | Knittlingen, Pfleghof 1 (Karte)                 | 13. Jahrhundert                     | Geschützt nach § 2 DSchG                          |    |
|                | Braunsche Scheuer                                                                            | Knittlingen, Pfleghof 2 (Karte)                 |                                     | Geschützt nach § 2 DSchG                          | BW |
|                | Wohnhaus Seestraße 3                                                                         | Knittlingen, Seestraße 3 (Karte)                | 17. bis 18. Jahrhundert             | Geschützt nach § 2 DSchG                          |    |
|                | Wohnhaus Seestraße 4                                                                         | Knittlingen, Seestraße 4 (Karte)                | 18. Jahrhundert                     | Geschützt nach § 2 DSchG                          | BW |
|                | Stallscheune Seestraße 6                                                                     | Knittlingen, Seestraße 6 (Karte)                | 19. Jahrhundert                     | Geschützt nach § 2 DSchG                          | BW |
|                | Wohnhaus Seestraße 7                                                                         | Knittlingen, Seestraße 7 (Karte)                |                                     | Erhaltenswertes Gebäude                           | BW |
|                | Doppelwohnhaus mit zugehöriger Scheune Seestraße 13                                          | Knittlingen, Seestraße 13 (Karte)               | 18. Jahrhundert                     | Erhaltenswertes Gebäude                           | BW |
|                | Wohnhaus Seestraße 19                                                                        | Knittlingen, Seestraße 19 (Karte)               | 19. Jahrhundert                     | Erhaltenswertes Gebäude                           | BW |
|                | Wohnhaus Seestraße 23                                                                        | Knittlingen, Seestraße 23 (Karte)               | 18. Jahrhundert                     | Geschützt nach § 2 DSchG                          | BW |
|                | Wohnhaus Seestraße 33, 33/3                                                                  | Knittlingen, Seestraße 33, 33/3 (Karte)         | Mitte 18. Jahrhundert               | Geschützt nach § 2 DSchG                          | BW |
| Weitere Bilder | Ehemalige Poststation mit Remise                                                             | Knittlingen, Stuttgarter Straße 1,3 (Karte)     | 1708                                | Geschützt nach § 2 DSchG                          |    |
|                | Ehem. Gasthaus Linde                                                                         | Knittlingen, Stuttgarter Straße 7, 9 (Karte)    | 1773                                | Erhaltenswerte Gebäude                            | BW |
|                | Wohnhaus, früher Hofanlage Untere Straße 5                                                   | Knittlingen, Untere Straße 5 (Karte)            | 18. Jahrhundert                     | Erhaltenswertes Gebäude                           | BW |
|                | Keller Untere Straße 7                                                                       | Knittlingen, Untere Straße 7 (Karte)            | 1765                                | Erhaltenswerter historischer Keller               | BW |
|                | Wohnhaus Untere Straße 8                                                                     | Knittlingen, Untere Straße 8 (Karte)            | Mitte 18. Jahrhundert               | Erhaltenswertes Gebäude                           | BW |
|                | Wohnhaus mit Scheuer Untere Straße 9                                                         | Knittlingen, Untere Straße 9 (Karte)            | 1760                                | Geschützt nach § 2 DSchG                          | BW |
|                | Hofanlage Untere Straße 10                                                                   | Knittlingen, Untere Straße 10 (Karte)           | 18. Jahrhundert                     | Geschützt nach § 2 DSchG                          | BW |
|                | Wohnstallhaus Untere Straße 11                                                               | Knittlingen, Untere Straße 11 (Karte)           | 19. Jahrhundert                     | Erhaltenswertes Gebäude                           | BW |
|                | Winkelgehöft Untere Straße 12                                                                | Knittlingen, Untere Straße 12 (Karte)           | 2. Hälfte 18. Jahrhundert           | Geschützt nach § 2 DSchG                          | BW |
|                | Gehöft, bestehend aus Handwerkerhaus und Stallscheune Untere Straße 13                       | Knittlingen, Untere Straße 13 (Karte)           | 1760                                | Geschützt nach § 2 DSchG                          |    |
|                | Wohnhaus Untere Straße 14                                                                    | Knittlingen, Untere Straße 14 (Karte)           | 18. Jahrhundert                     | Erhaltenswertes Gebäude                           | BW |
|                | Wohnhaus Untere Straße 18, 18/1                                                              | Knittlingen, Untere Straße 18, 18/1 (Karte)     | 18. Jahrhundert                     | Geschützt nach § 2 DSchG                          | BW |
|                | Wohnhaus Untere Straße 19                                                                    | Knittlingen, Untere Straße 19 (Karte)           | 19. Jahrhundert                     | Erhaltenswertes Gebäude                           | BW |
|                | Hofanlage Untere Straße 20                                                                   | Knittlingen, Untere Straße 20 (Karte)           | 18. Jahrhundert                     | Geschützt nach § 2 DSchG                          | BW |
|                | Gehöft Untere Straße 22                                                                      | Knittlingen, Untere Straße 22 (Karte)           | 18. Jahrhundert                     | Geschützt nach § 2 DSchG                          | BW |
|                | Hofanlage Untere Straße 28                                                                   | Knittlingen, Untere Straße 28 (Karte)           | 18. Jahrhundert                     | Geschützt nach § 2 DSchG                          | BW |
|                | Hakengehöft Untere Straße 30                                                                 | Knittlingen, Untere Straße 30 (Karte)           | 1. Hälfte 19. Jahrhundert           | Erhaltenswertes Gebäude                           | BW |
|                | Wohnhaus Untere Straße 34                                                                    | Knittlingen, Untere Straße 34 (Karte)           | 19. Jahrhundert                     | Erhaltenswertes Gebäude                           | BW |
|                | Wohnhaus Untere Straße 40                                                                    | Knittlingen, Untere Straße 40 (Karte)           | 18. Jahrhundert                     | Geschützt nach § 2 DSchG                          |    |
| Weitere Bilder | Scheune eines Gehöfts Untere Straße 42                                                       | Knittlingen, Untere Straße 42 (Karte)           | 18. Jahrhundert                     | Geschützt nach § 2 DSchG                          |    |
|                | Hakengehöft Untere Straße 48                                                                 | Knittlingen, Untere Straße 48 (Karte)           | 19. Jahrhundert                     | Erhaltenswertes Gebäude                           | BW |
|                | Hofanlage Untere Straße 50                                                                   | Knittlingen, Untere Straße 50 (Karte)           | spätes 18. Jahrhundert              | Geschützt nach § 2 DSchG                          | BW |

### Außerhalb der Altstadt
| Bild | Bezeichnung | Lage                              | Datierung | Beschreibung             | ID |
| ---- | ----------- | --------------------------------- | --------- | ------------------------ | -- |
|      | Faustschule | Knittlingen, Parkstraße 5 (Karte) |           | Geschützt nach § 2 DSchG | BW |